# Engelbach (Felchbach)
Der  Engelbach  ist ein Bach im mittelfränkischen Landkreis Weißenburg-Gunzenhausen (Freistaat  Bayern).

## Verlauf
Der Engelbach entsteht in zwei Quellästen auf dem Gebiet der Gemarkung Bergen. Der längere östliche Quellast entspringt auf einer Höhe von etwa 531 m ü. NHN im Waldgewann Am Zwiebrunnen. Er fließt zunächst westwärts und schlägt dann einen kleinen Bogen nach rechts. Der Zufluss des westlichen Quellzweiges erfolgt unterirdisch. Nach dem  Zusammenfluss seiner beiden Quelläste fließt der Engelbach in nordwestlicher Richtung und wird  bei seinen Austritt aus dem Wald zu einem kleinen Weiher gestaut. Er läuft nun durch eine landwirtschaftlich genutzte Zone und passiert dann, zum Teil unterirdisch verrohrt, den Ettenstatter Gemeindeteil Reuth unter Neuhaus. Kurz vor der Unterquerung der St 2389 wird er auf seiner linken Seite von einem kleinen Feldgraben gespeist. Der Engelbach fließt nun weiter durch Felder und Wiesen und mündet schließlich südlich vom Gemeindeteil Engelreuth des Marktes Pleinfeld auf einer Höhe von ungefähr 447 m ü. NHN von links in den Felchbach.